# Játra z Piacenzy

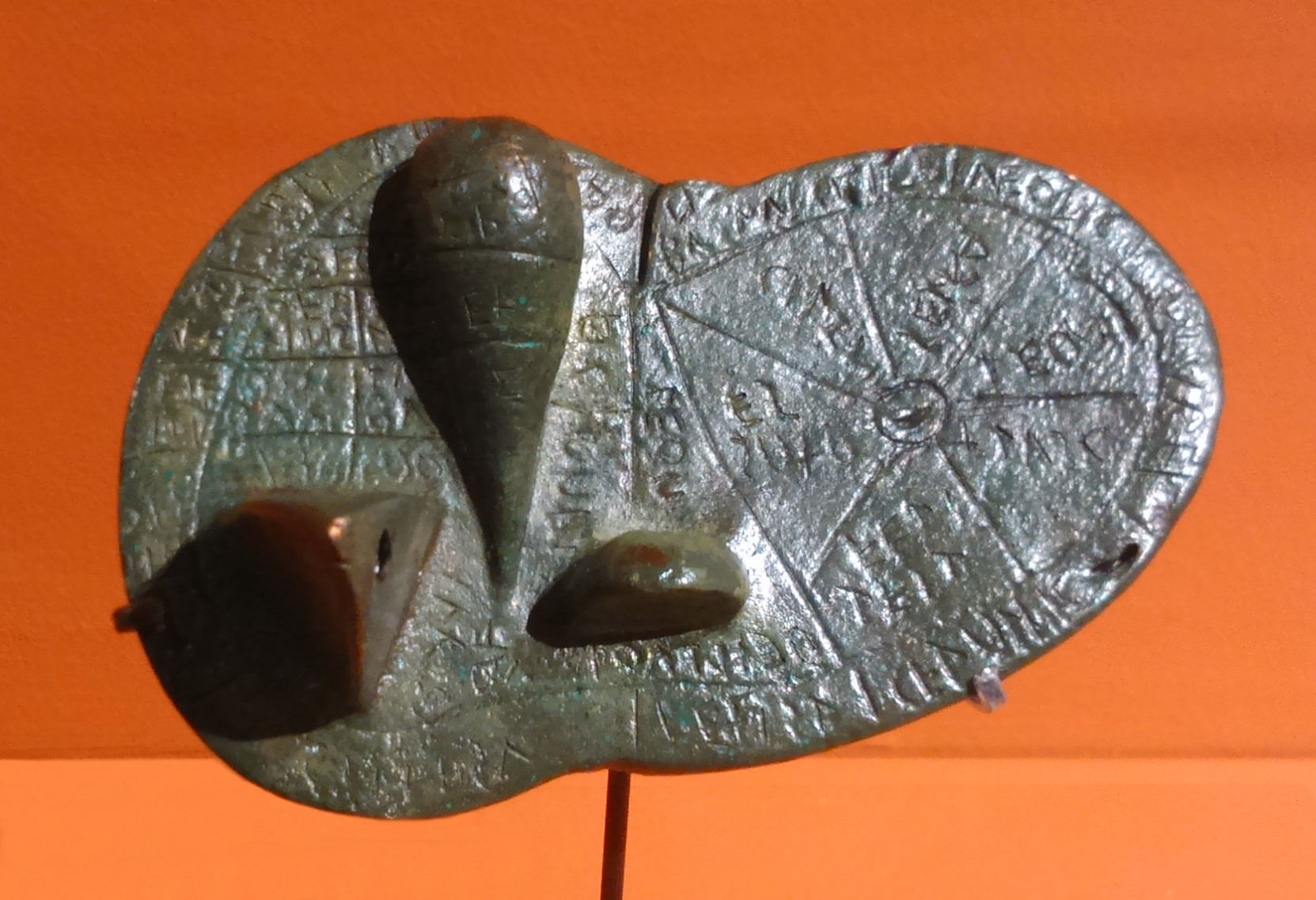
Játra z Piacenzy

Játra z Piacenzy (fegato di Piacenza) nebo také etruská játra (fegato etrusco) je starověká památka uložená v městském muzeu v Palazzo Farnese v Piacenze. Jde o model ovčích jater zhotovený z bronzu o rozměrech 126 × 76 × 60 milimetrů a hmotnosti 635 gramů. Zhotovili ho Etruskové pravděpodobně ve 2. století př. n. l.
Artefakt byl objeven 26. září 1877 oráčem na poli u vesnice Gossolengo ležící 9 km jihozápadně od Piacenzy. Význam nálezu popsal Vittorio Poggi ve své práci Di un bronzo Piacentino con leggende Etrusche. Poté Dioscoride Vitali prozkoumal játra z chemického hlediska a Wilhelm Deecke z hlediska jazykovědy.
Bronzový odlitek byl pomůckou pro haruspiky, etruské kněze, kteří se zabývali hepatomancií, tj. věštěním z jater zabitých obětních zvířat. Je pokryt nápisy v etruštině, které byly identifikovány jako jména bohů. Obvod jater je rozdělen do šestnácti sekcí odpovídajících rozdělení nebeské klenby v etruských náboženských představách.
Podobným nálezem jsou játra z Falerii, vystavená v římském muzeu Villa Giulia. Hliněné modely jater jsou doloženy také na Blízkém Východě a svědčí o rozšíření hepatomancie ve starověkém světě.